# India Today
India Today ist eines der meistverbreiteten und meistverkauften Wochenmagazine in Indien. Es erscheint auf Englisch und Hindi sowie auf Tamil, Telugu, Malayalam und Bengali.
Das Magazin wurde 1975 gegründet und umfasst heute zusätzlich drei Rundfunkprogramme, zwei Fernsehprogramme, eine Zeitung, einen Buchverlag und einen Buchklub, der als einziger seiner Art in Indien gilt.